# Teckenpalett
En teckenpalett är en tabell eller lista över specialtecken som inte ryms på ett tangentbord. Exempel på detta är bokstäver med diakritiska tecken och matematiska symboler men också kinesiska tecken, arabisk skrift och andra främmande skrivtecken. Sättet att mata in dessa i en text skiljer sig åt mellan operativsystem; det kan ske med ett dubbelklick, genom dra–och–släpp eller med kopiera–och–klistra–in.